# El movimiento (película de 2016)
El movimiento es una película dramática filmada en blanco y negro coproducción de Argentina y Corea del Sur de 2016 escrita y dirigida por Benjamín Naishtat; y protagonizada por Pablo Cedrón

## Recepción

### Crítica
La película de Naishtat posee un 83% de aprobación en el portal Todas Las Críticas con un promedio de 70/100 basado en 24 críticas, lo cual muestra un consenso positivo en general por parte de la crítica. [cita requerida]

## Premios y nominaciones

### Participación en festivales de cine
| Festival                                        | Fecha de evento               | Categoría                    | Premio  | Ref   |
| ----------------------------------------------- | ----------------------------- | ---------------------------- | ------- | ----- |
| Festival Internacional de Cine de Locarno       | 8 al 16 de agosto de 2015     | Cineastas del presente       | Ganador | [ 2 ] |
| Festival Internacional de Cine de Mar del Plata | 18 al 27 de noviembre de 2015 | Mejor largometraje argentino | Ganador | [ 3 ] |